# Madiagne Ndiaye
Madiagne Ndiaye (Thiès, 12 novembre 1952) è un ex cestista senegalese.

## Carriera
Con il Senegal ha disputato i Giochi olimpici di Mosca 1980 e i Campionati mondiali del 1978.